# Cloașterf, Mureș
Cloașterf, mai demult Cloaștărf, Cloasterz, Micloșa, Miclești  (în dialectul săsesc Klosderf, Kluisderf, Klîsderf, Klîstref, Kliusderf, în germană Klosdorf, Klossdorf, Nickelsdorf, în maghiară Miklóstelke) este un sat în comuna Saschiz din județul Mureș, Transilvania, România.

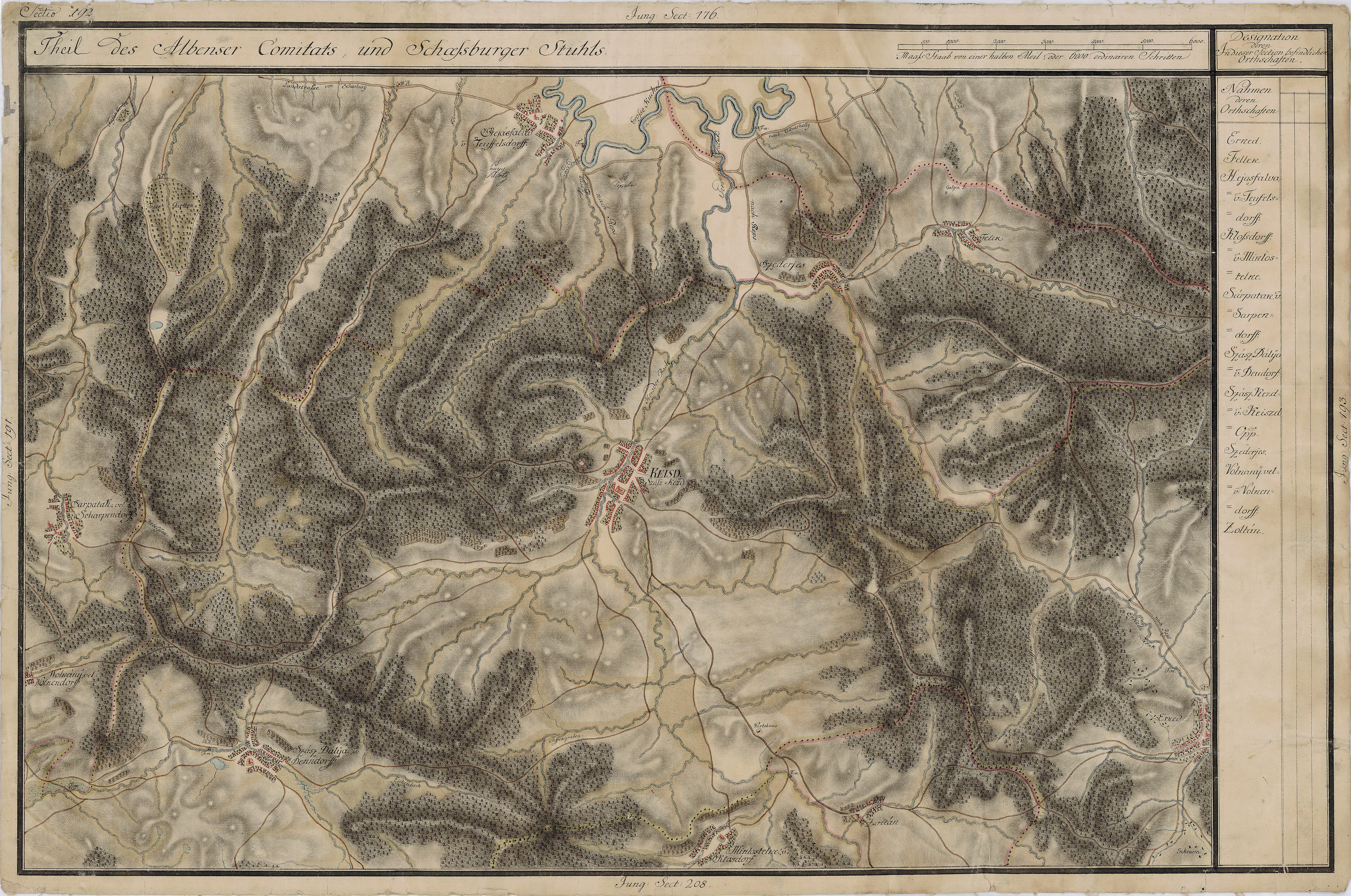
Cloașterf pe Harta Iosefină a Transilvaniei, 1769-1773

## Istoric
În evul mediu a fost posesiune a Mănăstirii Cârța.

## Obiective turistice
Ansamblul fortificat al Bisericii evanghelice-luterane se numără printre cele mai omogene din Transilvania, fiind opera coerentă a unei singure perioade de construcție (1521-1524), sub conducerea maestrului Ștefan Ungar din Sighișoara. Biserica are aspectul unui masiv reduit, deasupra navei și corului cu bolți în rețea înalțându-se un etaj fortificat, prevăzut cu ferestre de tragere și guri de aruncare. Incintă patrulateră, cu turnuri de colț în plan pătrat, cu acoperiș în pupitru.

## Galerie imagini

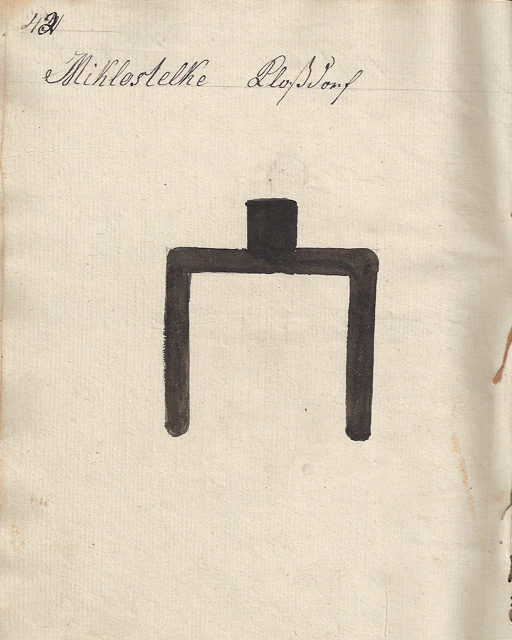
1826 - Danga pentru vitele din Cloașterf
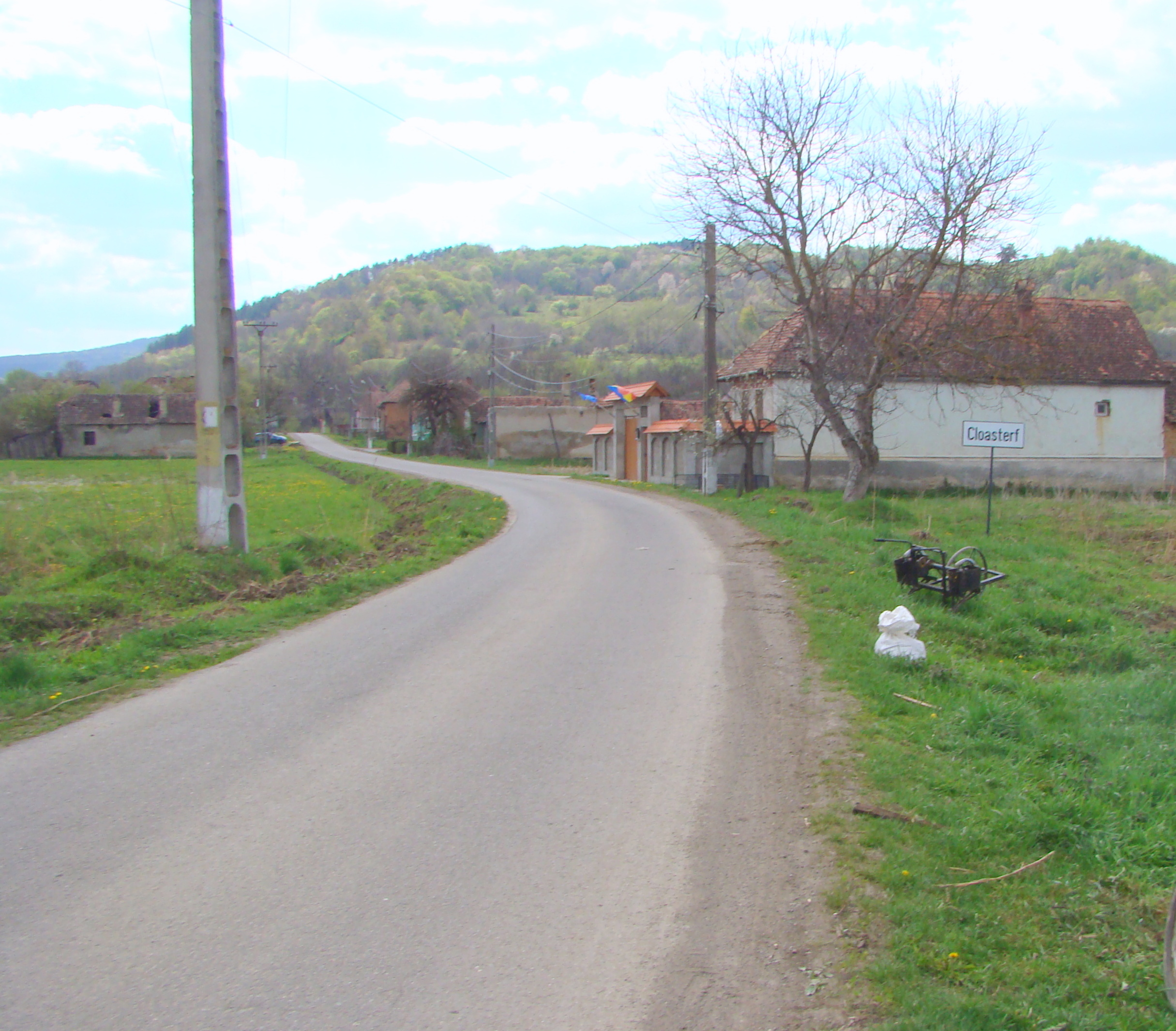
Intrarea în localitate
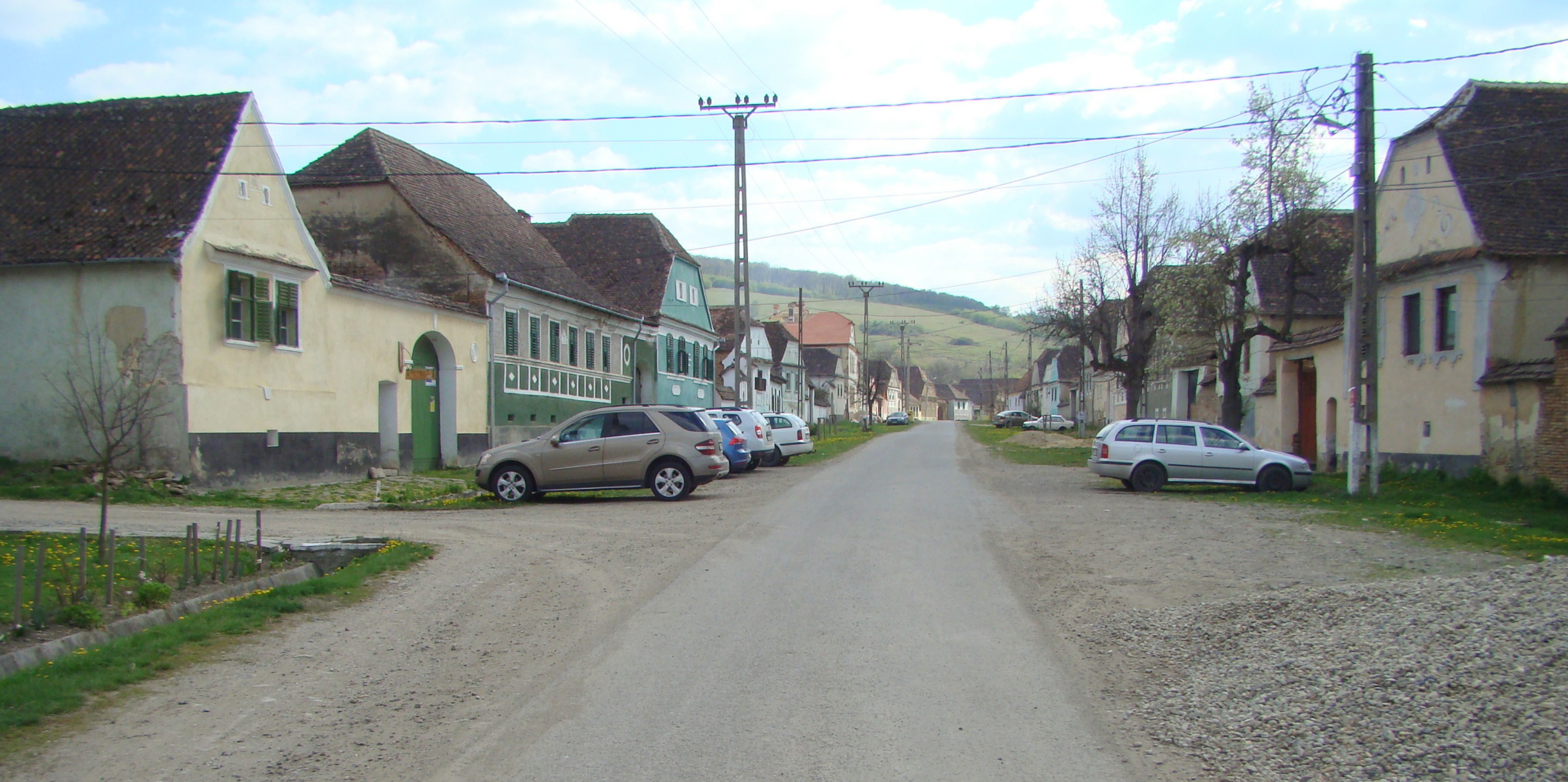
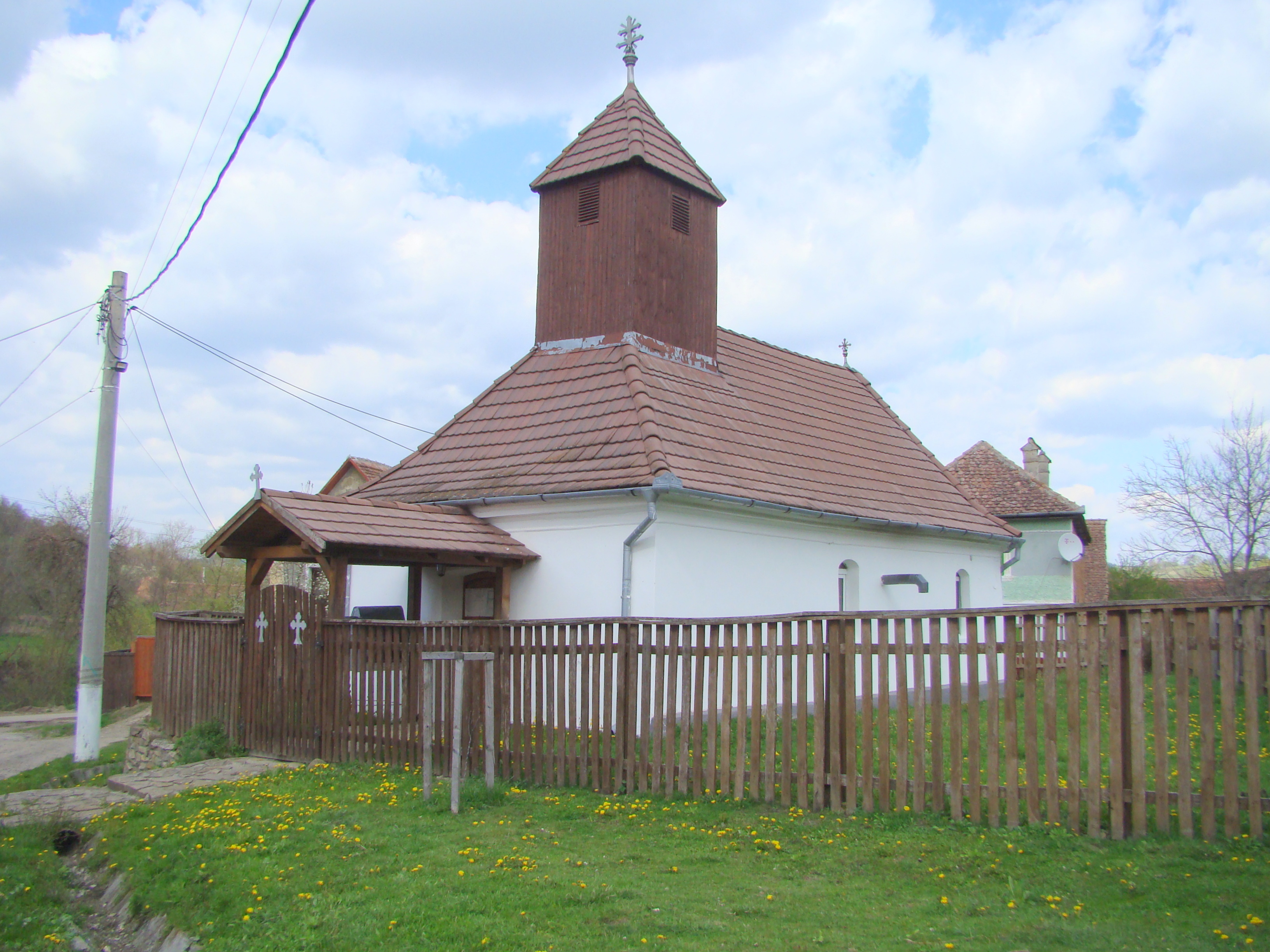
Biserica ortodoxă
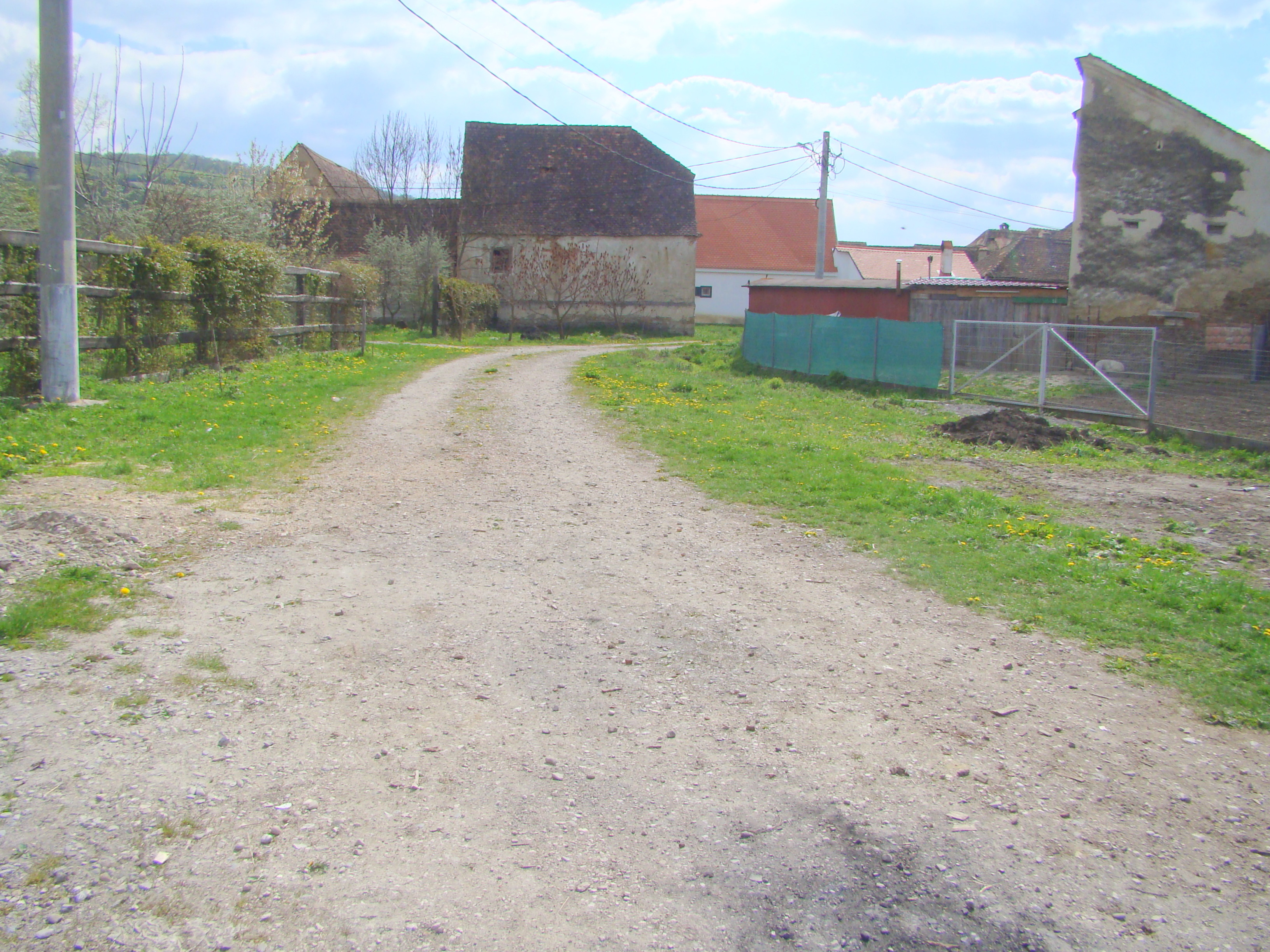
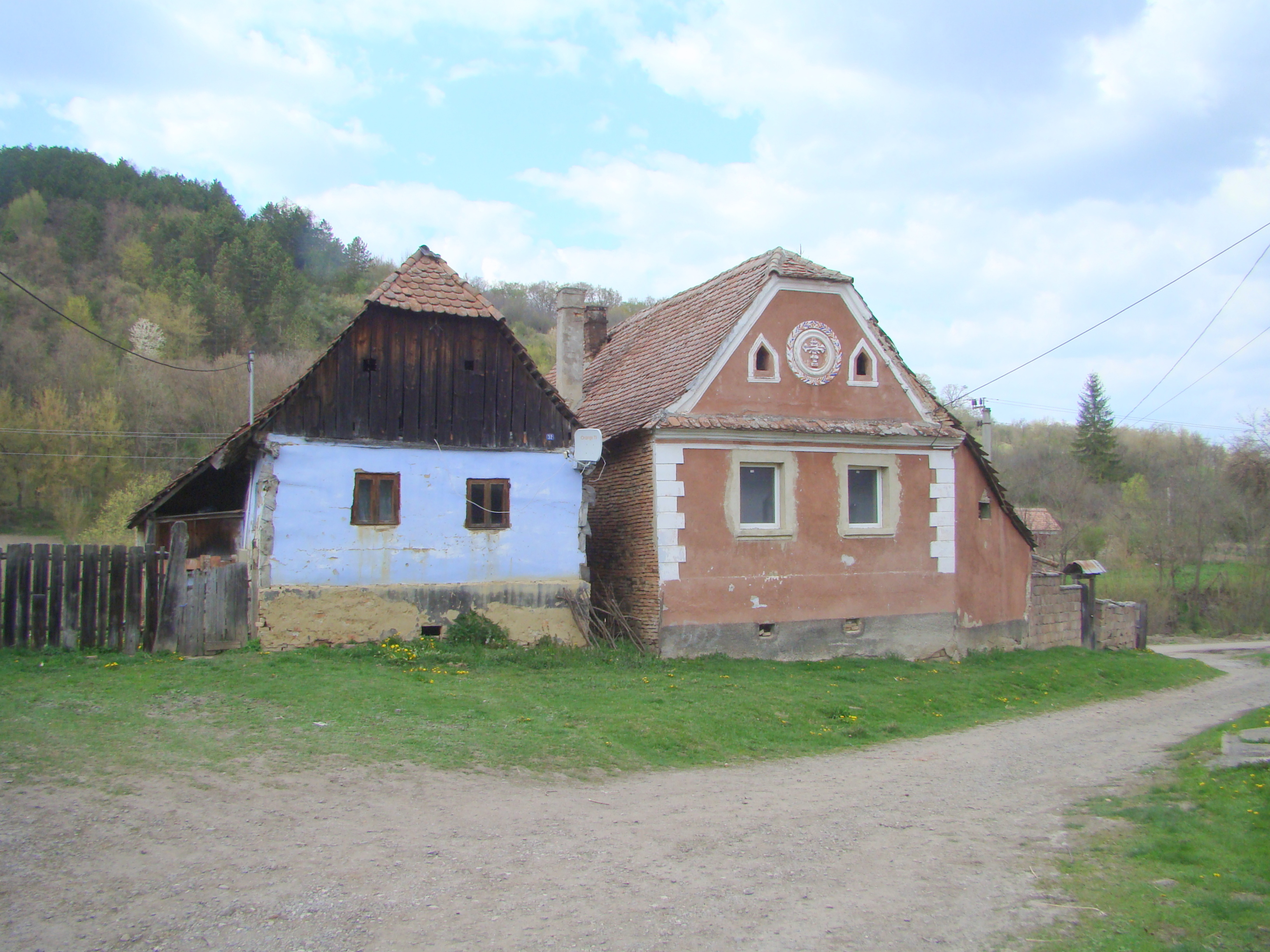
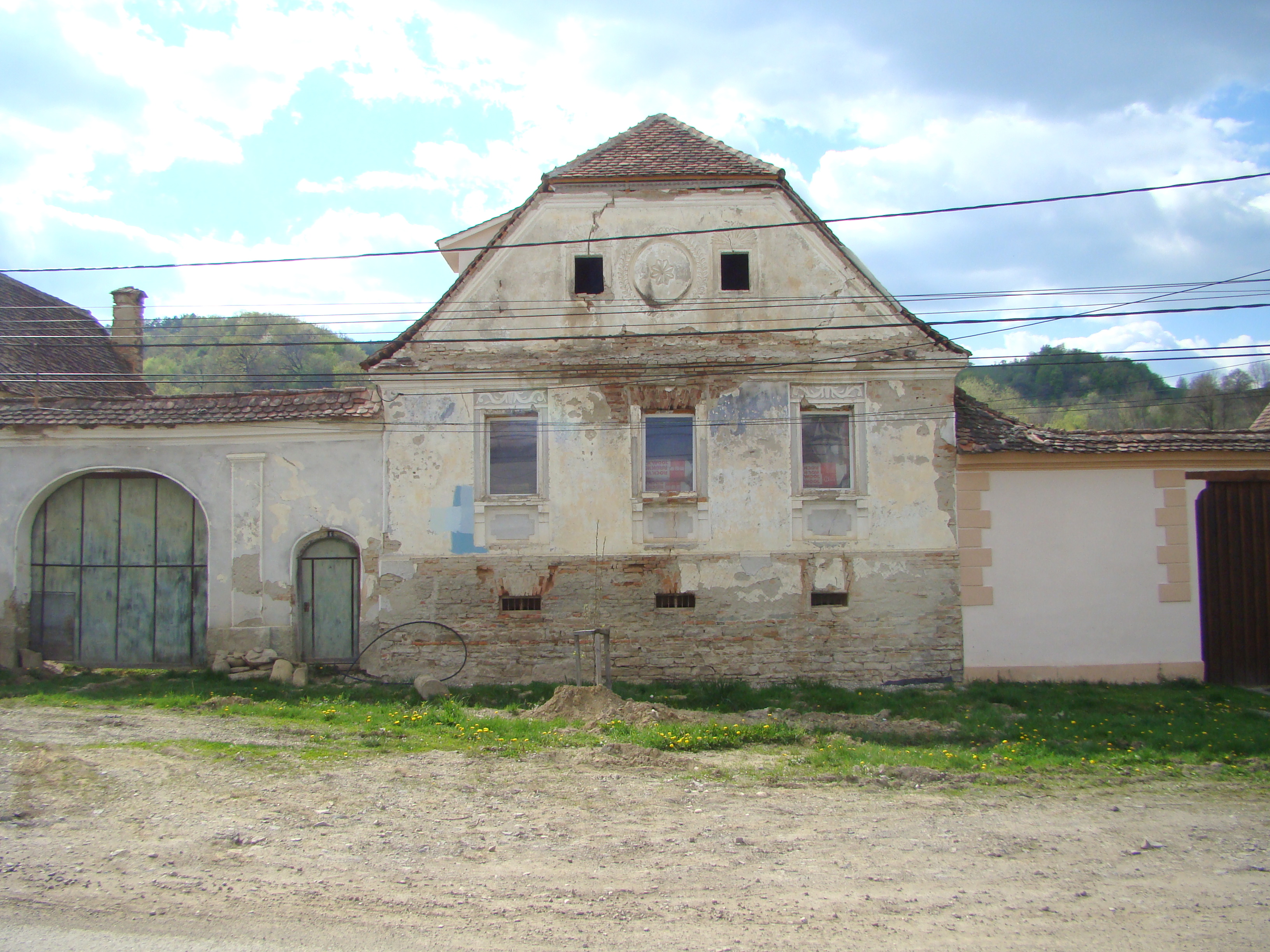
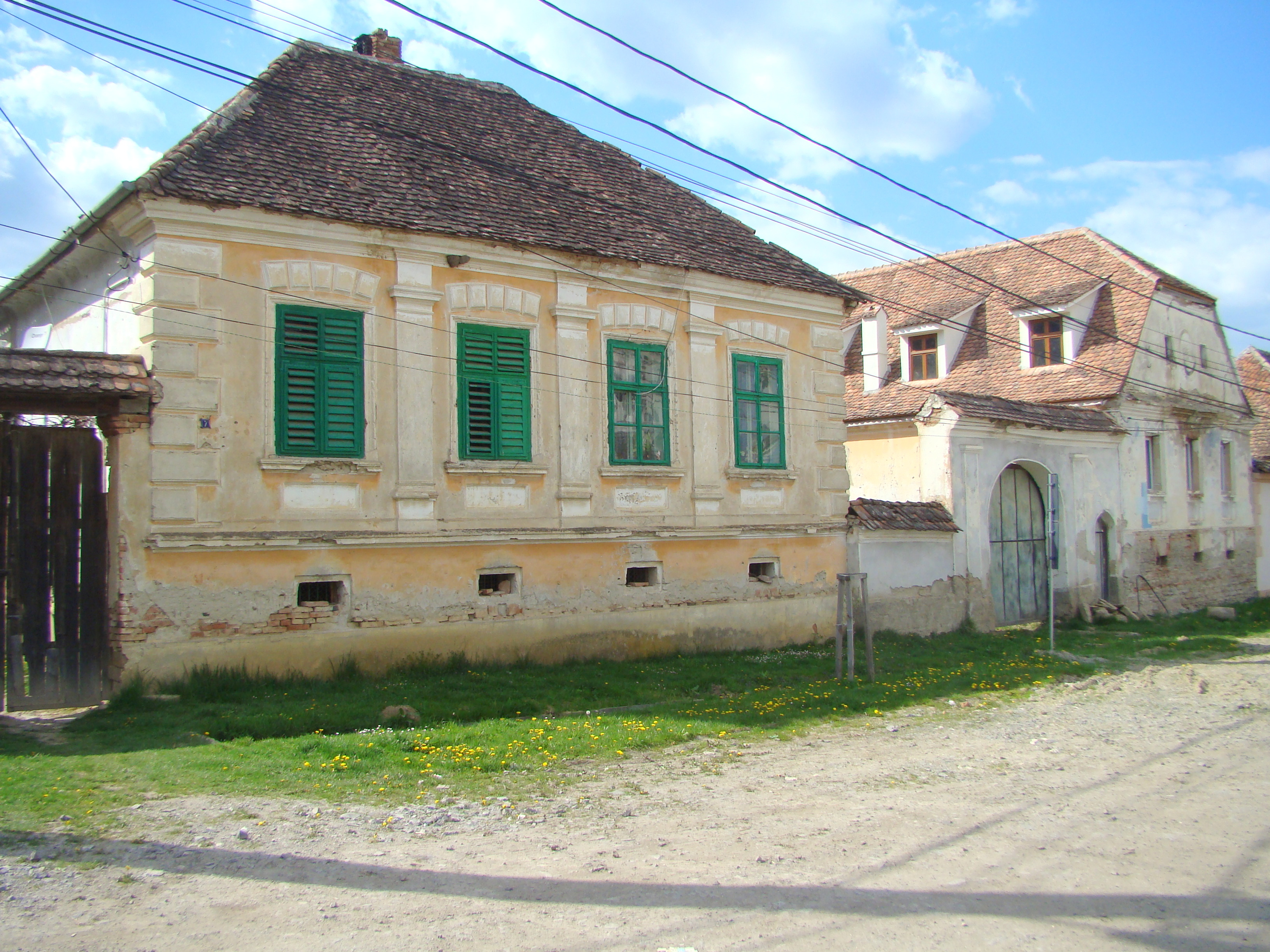
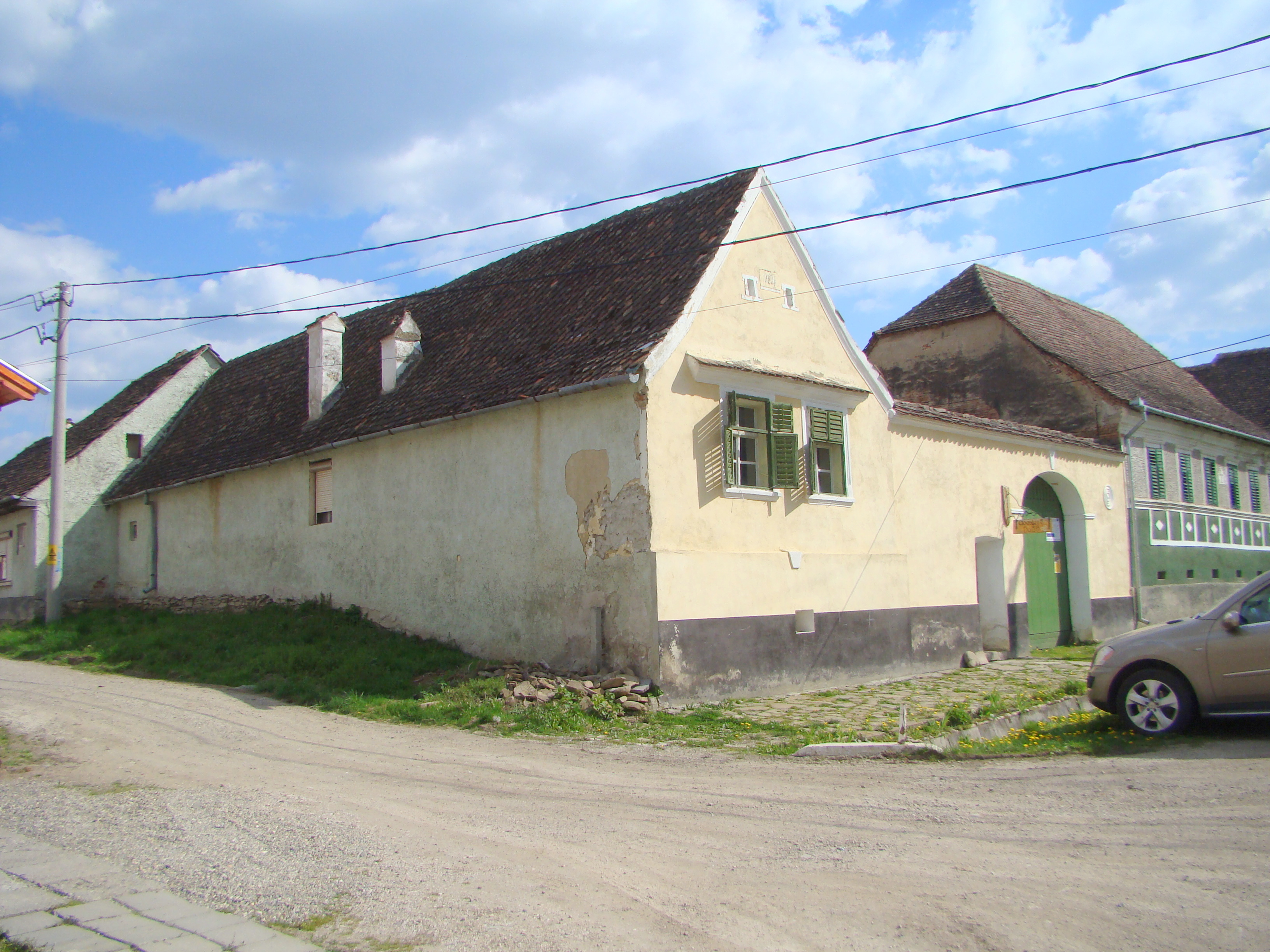
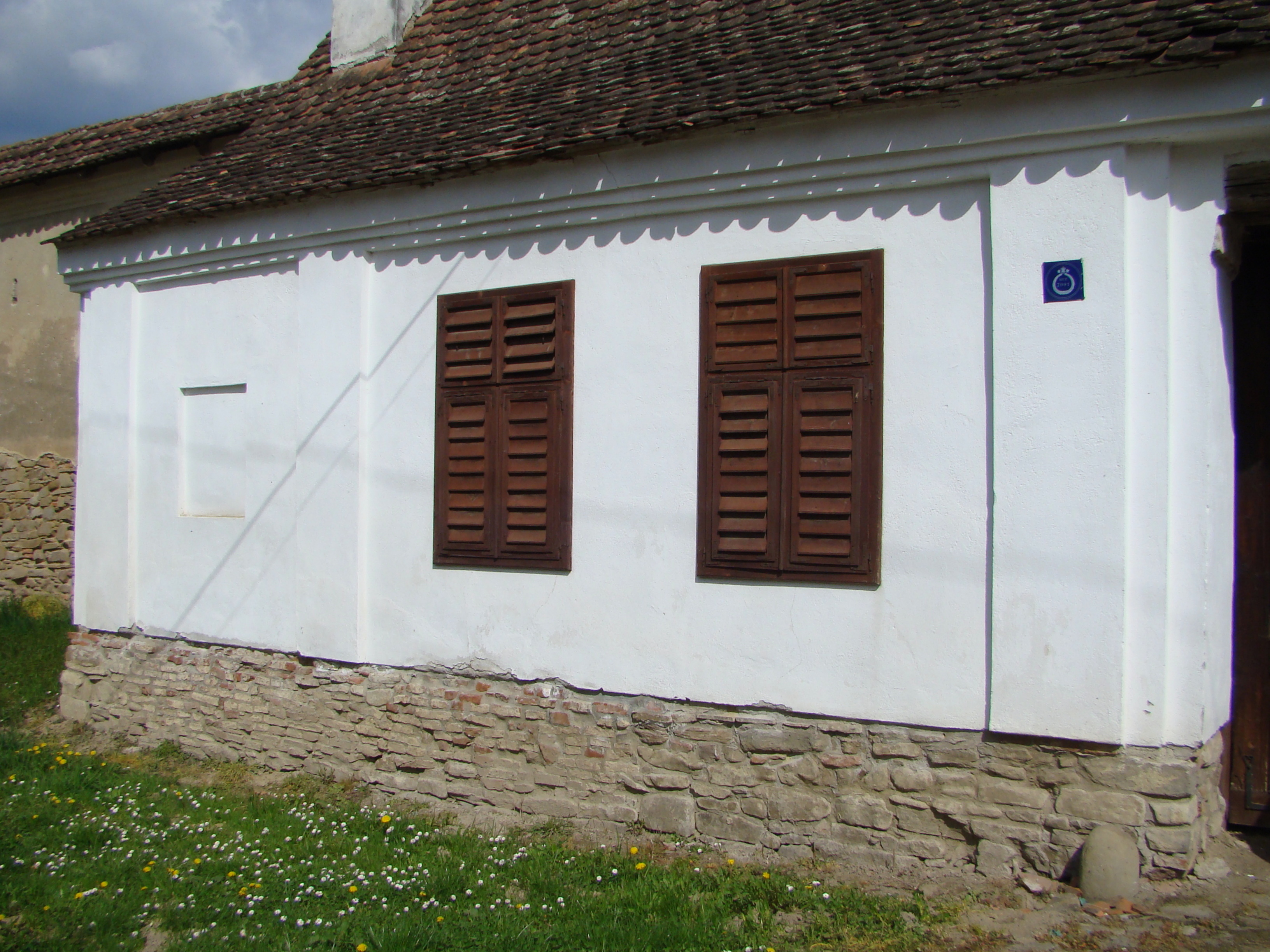
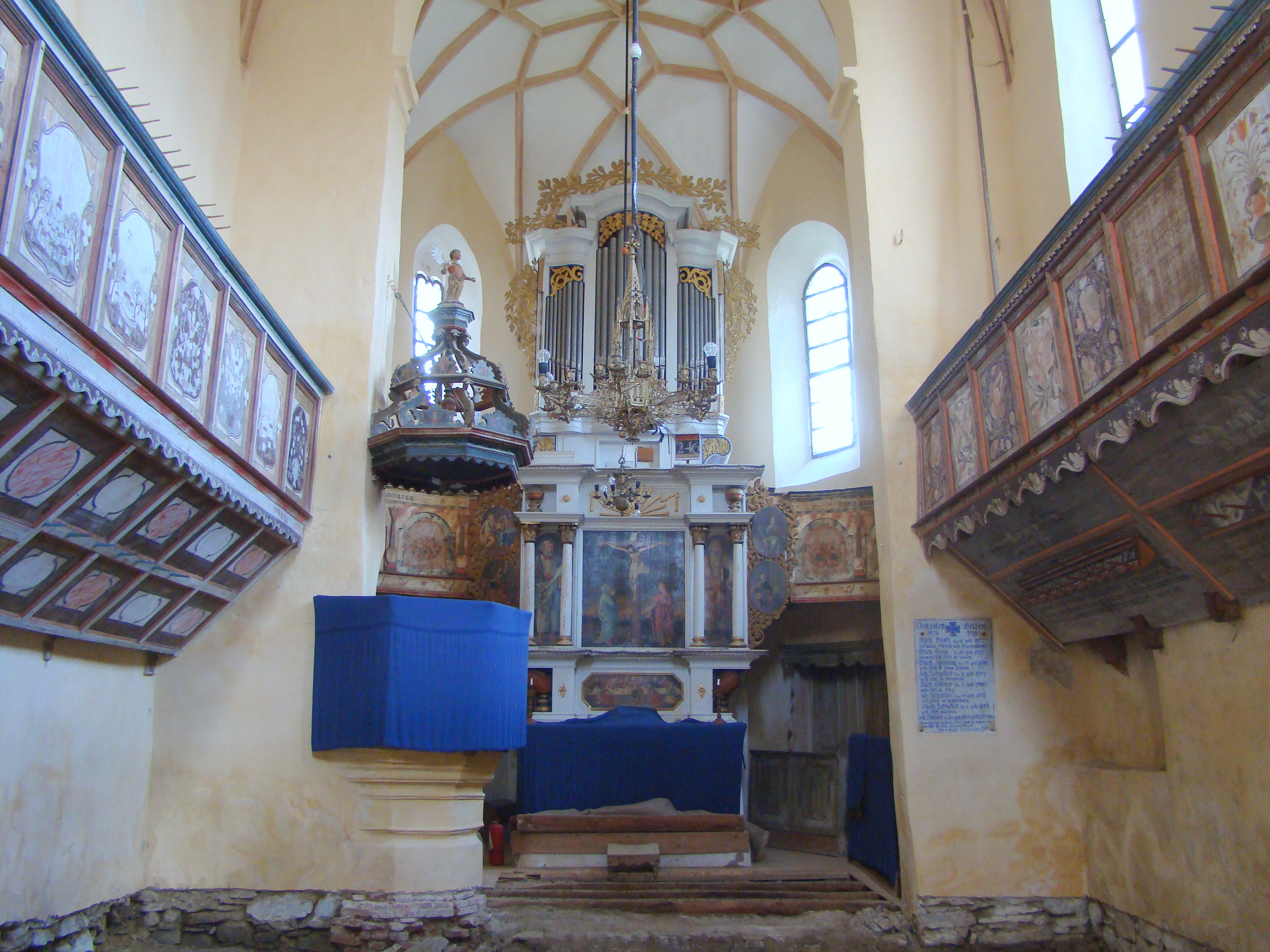
Biserica evanghelică (monument istoric)
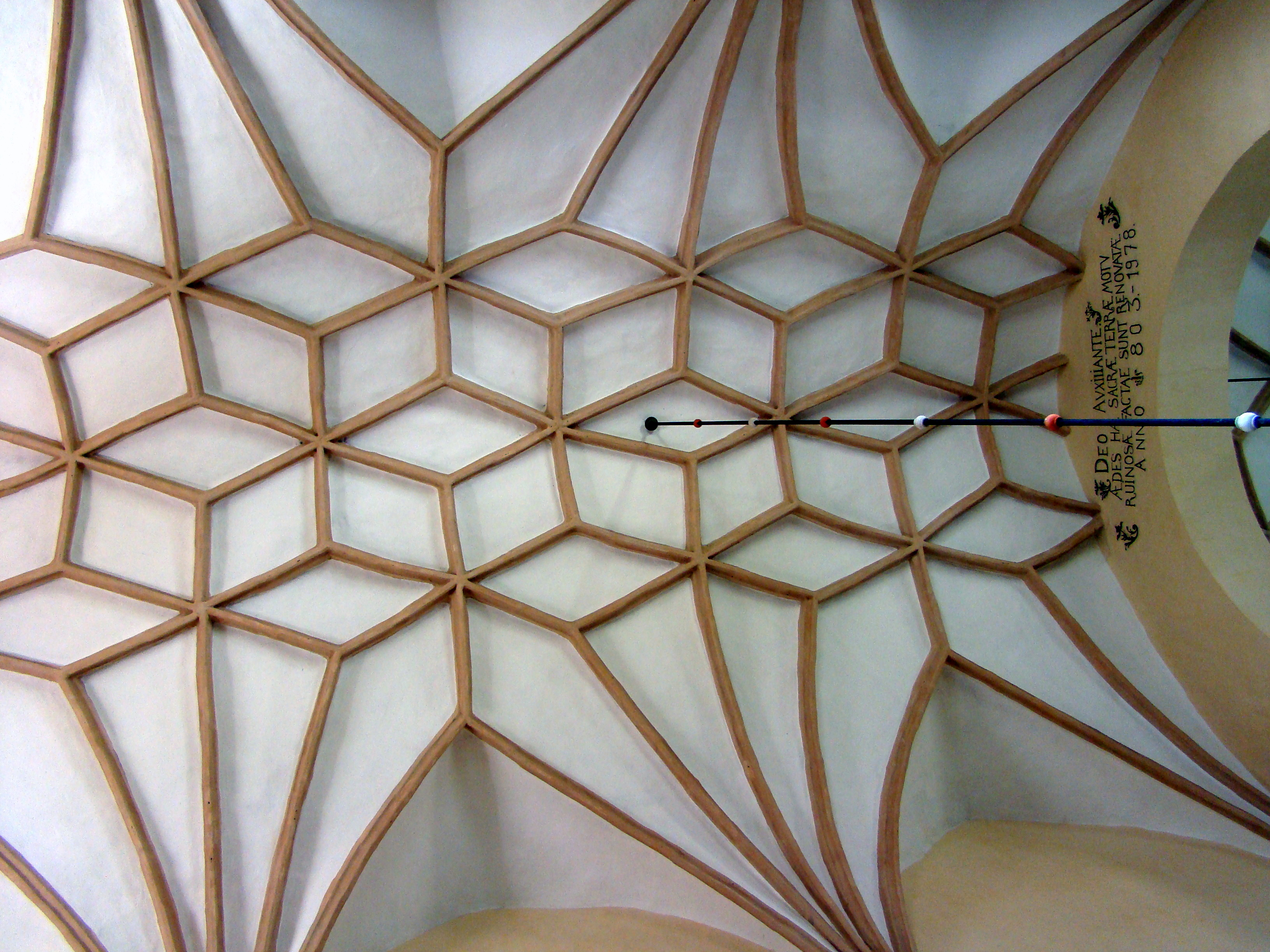
Biserica evanghelică (bolta cu nervuri)
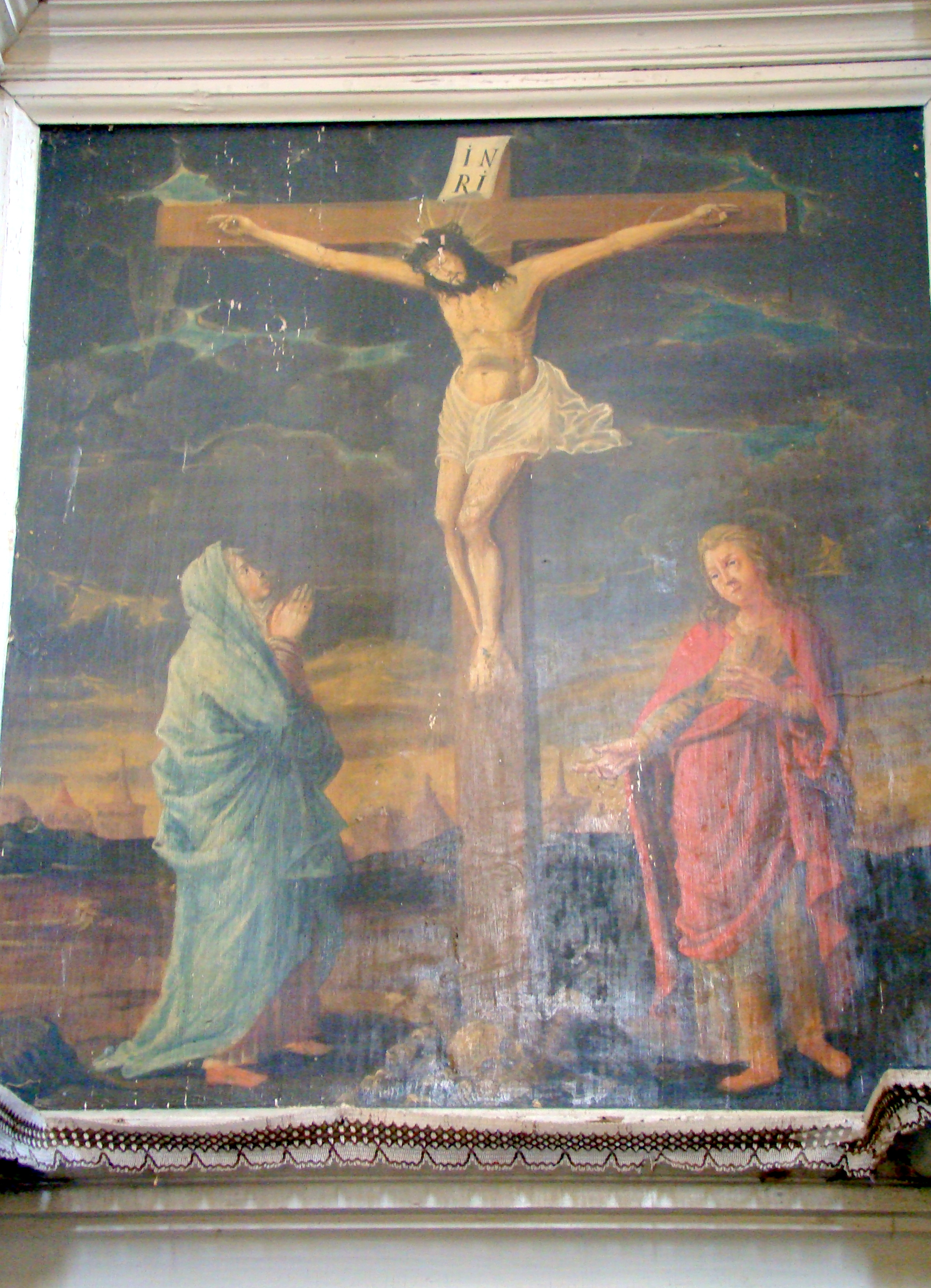
Biserica evanghelică (tabloul altarului)
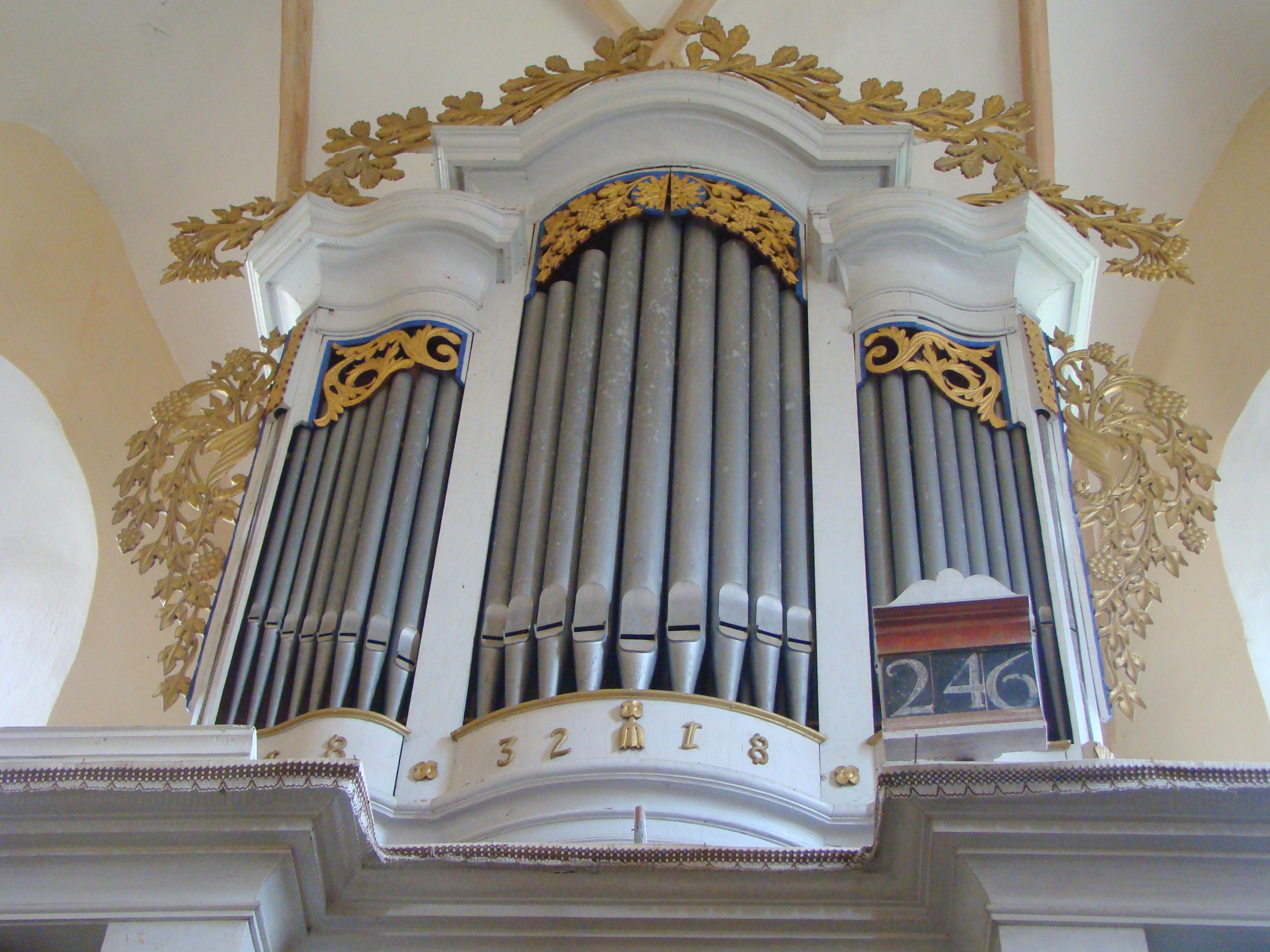
Biserica evanghelică (orga)
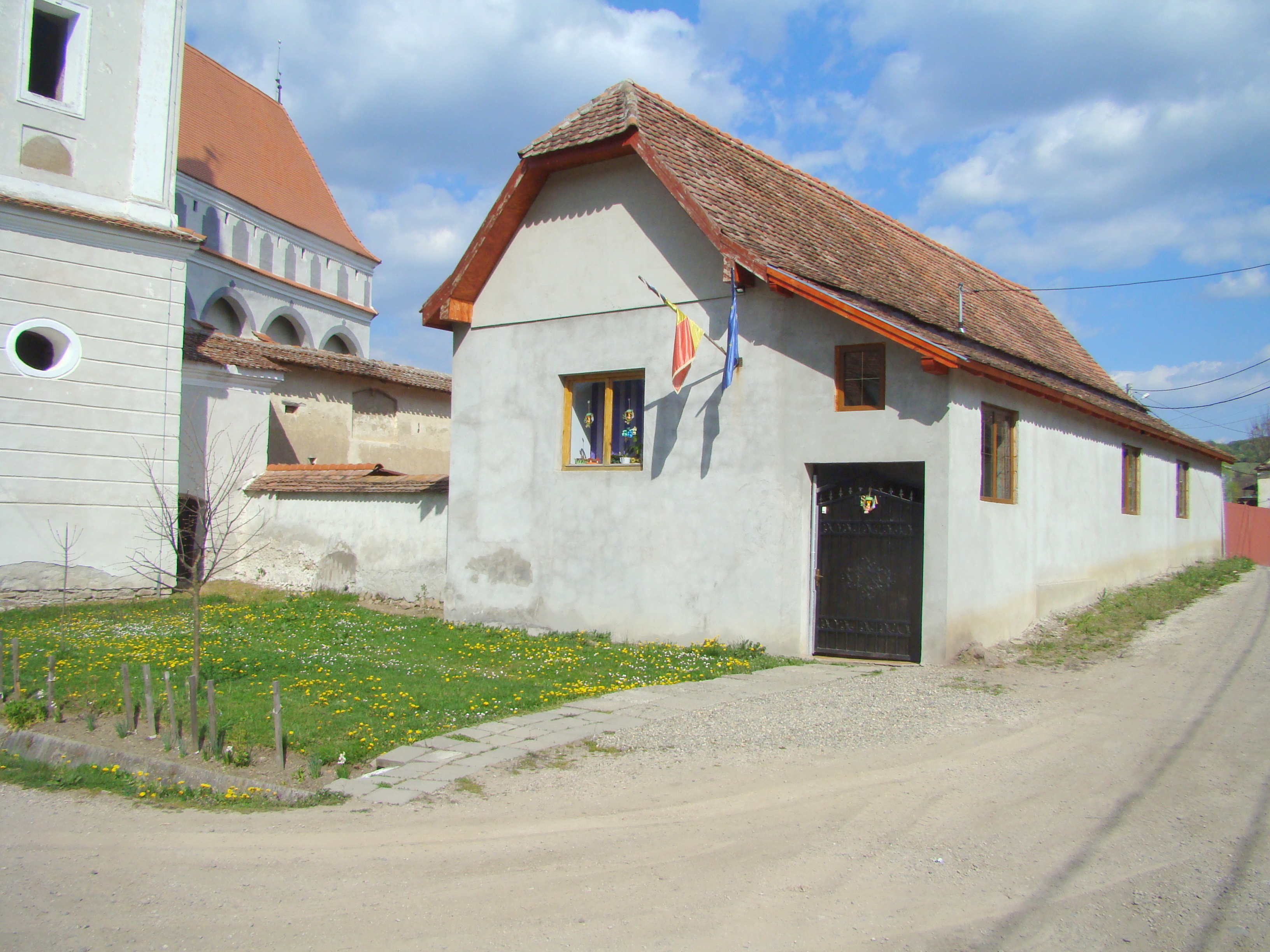